# Figaro (geslacht)
Figaro is een geslacht van kraakbeenvissen uit de familie van de Pentanchidae.

## Soorten
- Figaro boardmani (Whitley, 1928)
- Figaro striatus Gledhill, Last & White, 2008